# عروب صبح
عروب صبح(1 فبراير 1969-) (بالإنجليزية: Aroub Soubh)‏  إعلامية أردنية وناشطة حقوقية.

## حياتها الخاصة
ولدت في العاصمة عمان، هي الأخت الكبرى لثلاثة أشقاء عبير هشام ومحمد، درست في كلية الفنون الجميلة تخصص هندسة الديكور من جامعة اليرموك تخرجت عام 1994، صممت أثناء دراستها الجامعية، العديد من الفلل السكنية في منطقة دابوق - عمان، عملت بداية التسعينيات مصممة ديكور أنهت دراسة الماجستير من الجامعة الأردنية في تخصص حقوق الإنسان والتنمية الإنسانية

### حياتها الأسرية
متزوجة من العراقي ياسر هشام فخري الطبقجلي ولديها ولدان هشام وطارق.

## مشوارها المهني

### انطلاقتها مع التلفزيون الأردني
التحقت عروب صبح بدورات دراسية متخصصّة في الإعلام، تحديداً في فرنسا وكندا والدنمارك، وذلك لتتمكن من العمل في هذا المجال، خاصةً الإعلام المختصّ بالأطفال. كانت انطلاقتها من خلال التلفزيون الأردني عام 1993، حيث بدأت في برنامج ستوديو الأطفال، وقدمت حلقات برنامج المسابقات (بساط الريح).
امتهنت الإعلام المختص بالأطفال والشباب، واستمرت على مدى ثمان سنوات متواصلة بتقديم برنامج وقت الفرح الذي حصد الجائزة الذهبية في مهرجان القاهرة عام 1997. غطت عروب من خلال وقت الفرح عدد من المهرجانات والمؤتمرات مثل مؤتمر الأطفال العرب، مهرجان أغنية الطفل عام 2001 الذي حلت عليه ضيفة شرف، حيث قدمت أغنية خاصة حملت عنوان «أحلى الكلام». من خلال وقت الفرح عملت على حملات قامت بها مثل فرح وبيئة والشهر الوطني للابتسامة الجميلة والمدرسة أحلى، أسست مهرجان الربيع للطائرات الورقية (يلا نطش) في محمية ضانا وبعده (طش وطير طيارة) في أم قيس ثم شاركت ببرنامجها مع أطفال أردنيين في مهرجان الطائرات الورقية في شيرفيا/إيطاليا حيث صورت حلقات خاصة. سافرت ببرنامجها إلى العديد من الدول العربية للتعريف بثقافاتها المتعددة وربط الجيل الجديد حضاريا مع تاريخهم الممتد من المحيط «الرباط» مرورا بمصر إلى الخليج «دبي» وكانت حلقة الألفية في بيت لحم وحلقة القدس أم المدن هي الأكثر تميزاً عندما جالت الكاميرا معها ومع أطفال فلسطين في البلدة القديمة مُعرِفة بالأماكن الدينية والحياة اليومية هناك. أصدرت ألبوما غنائيا للإطفال، وشاركت في مسلسل الأطفال «الفانوس السحري» ضمن برنامجها، كما شاركها الممثل أشرف العوضي في تقمص شخصيات كشخصية «ريري» و«سرحانة مش نسيانة».
أعدت وقدمت برنامج ساعة شباب في موسميه مع زميلها أيمن الزيود، حيث كان البرنامج الأول في التلفزيون الأردني الذي استهدف فئة المراهقين والشباب لمناقشة أمورهم وإعطاءهم فرصة للتعبير عن أنفسهم.
أعدت وقدمت العديد من برامج الأطفال الخاصة في المناسبات الوطنية والعالمية خاصة اليوم العالمي لإذاعة و«تلفزيون الأطفال» الذي كان يمتد فيه البث مع الأطفال ليوم كامل.

### عملها في شبكة راديو وتلفزيون العرب ART
انتقلت عام 1999 للعمل في قناة إيه آر تي تيينز التابعة ل شبكة راديو وتلفزيون العرب بعد قيام الشبكة بشراء برنامج «وقت الفرح» من التلفزيون الأردني بمبلغ نصف مليون دينار في العام 1998 كسابقة من نوعها، تغير اسمه فيما بعد إلى أوقات الفرح، وسبب تغيير اسم البرنامج الذي كان من أول البرامج المذاعة على الهواء للأطفال في العالم العربي هو أن الفرح يبقى فرحاً، لكن الأوقات تستمر. قدمت أيضا برامج مسابقات أخرى حققت لها الشهرة في العالم العربي كبرنامج المسابقات عام 2000  أسرع أشطر أفيع من إعداد أسعد خليفة والذي تكون من عدة فقرات هيا أسرع: هي عبارة عن مسابقة تبدأ باختيار حرف عربي فيبدأ به السؤال وفي نفس الوقت الأسرع الذي يجد إجابة تبدأ بنفس الحرف. أفيع فقرة حرة يقوم بها الفريقان أو جمهورهم وهناك لجنة تحكيم تعطي درجات لهذه الفقرة أشطر: مسابقات تعتمد على الأرقام. قدمت برنامج الألعاب التفاعلي ألعب مع هيوغو  وهو شخصية كرتونية تكون مع عروب تتلقى فيها اتصالات الأطفال ليقوموا بلعب الفيديو الخاصة بهيوغو ويحصلون على جوائز عدة.
قدمت أيضا حلقات خاصة في مناسبات دينية ووطنية وشاركت في تقديم مهرجان (تذكروا الأبرياء) في بيت لحم عام 2000 حيث حضره 15000 طفل من الضفة الغربية وسائر فلسطين.

### عودتها إلى التلفزيون الأردني
عام 2001 قدمت بمشاركة زميلها الفنان إياد نصار برنامجا شبابيا جرئ الطرح بعنوان  شباب 21 من إعداد ناصر عمر وسوسن دروزة بتنفيذ الامانة العامة للجنة الوطنية للسكان في الأردن بدعم فني من مركز برامج الاتصال في جامعة هوبكنز تم تسجيله على حلقات في المركز الثقافي الملكي بعمان وبحضور جمهور حي من شباب وشابات المعاهد والجامعات الأردنية تتكون كل حلقة من عدة فقرات هي ثلاث جولات من المسابقات، فقرة ريبورتاج وفقرة درامية تعليمية ترفيهية على المسرح وهناك فقرة رأي أهل الاختصاص في الموضوع الذي تطرحه الحلقة والفقرة الأخيرة بعنوان قصة نجاح لشاب أو شابة في مجال معين يتخلل كل هذه الفقرات مشاركة جمهور الحضور في النقاش وأخذ الرأي وغير ذلك. عادت للعمل في التلفزيون الأردني عام 2003، كمعدة ومقدمة لبرنامج وقت الفرح في حملة لتشجيع الأطفال على قراءة القصص (شو القصة؟) استمرت في عملها لدورة برامجية واحدة، بسبب قرار إدارة التلفزيون عدم تمديد إنتاج البرنامج.
صانعة محتوى
عام 2015 عادت لتقديم وقت الفرح بحلة جديدة على قناتها الخاصة في اليوتيوب برعاية من مؤسسة عبد الحميد شومانهدف القناة هو إثراء المحتوى العربي للاطفال على الإنترنت حيث تعتمد فكرة القناة على تقديم فيديوهات قصيرة باللغة العربية ضمن قوائم تشغيل نتعلم، نتسلى، نعبر، نتواصل، كتاب المعرفة، قصص عروب، حلقات وقت الفرح القديمة.

### الصحافة المكتوبة والمسموعة
أصبحت عام 2003 كاتبة مقال أسبوعي في جريدة الدستور حمل اسم (كمشة حكي) واستمر لمدة عام ونصف.
تكتب مدونات مسموعة على موقع إذاعة مونت كارلو الدولية  منذ عام 2013
محلل سياسي وصحفية مع جريدة الأساهي شيمبون اليابانية منذ 2011
العمل العام
- عضو مجلس إدارة جمعية أصدقاء البيئة الأردنية 1995-1998
- عضو مجلس استشاري لمؤسسة رنين للمكتبات الصوتية للاطفال 2010
- ترشحت للمجلس النيابي عن الدائرة الثالثة في عمان عام 2007
- عضو مؤسس ومتحدثة باسم ائتلاف جنسيتي حق لعائلتي لحق المرأة الأردنية باعطاء جنسيتها لاطفالها منذ عام 2013
- ممثلة لائتلاف جنسيتي حق لعائلتي في ائتلاف حق الذي يوحد جهود المجتمع المدني للعمل على تطوير وتغيير قانون العمل الأردني.
- مشاركة في الجلسات النقاشية التي يقيمها المجلس الاقتصادي الاجتماعي حول الأوضاع الاجتماعية والسياسية والحريات في الأردن
- تقديم أوراق عمل ومشاركات في مؤتمرات المرأة محليا وعربيا وعالميا.
- تقديم العديد من المحاضرات في الجمعيات والمؤسسات والجامعات في مناسبات وطنية وحقوقية عن التضامن، العمل الاجتماعي والسياسي، حقوق الأطفال والمرأة في الأردن.

## أعمال أخرى
- عملت مستشارة إعلامية في محطة إم بي سي لبرامج أطفال، وبرنامج كلام نواعم عام 2004
- مستشارة محتوى درامي ومسلسلات مع قناة الجزيرة للاطفال 2010-2012
- مؤلفة قصص أطفال (أخي هاني) (أحب أن أعرفكم على..) مع مبادرة نحن نحب القراءة 2015-2017
- مستشارة إعلامية لمعهد الإعلام الأردني 2010-2011
- معدة ومقدمة برامج رئيسية ATV في 2005-2009
- مديرة مؤتمر الشباب التابع لمهرجان كرامة لأفلام حقوق الإنسان 2006
- عملت مستشارة مع منظمة الأمم المتحدة للطفولة اليونيسيف وقامت بحملات إعلامية من أجل الأطفال في الأردن والشرق الأوسط وشمال أفريقيا
- مؤسسة وصانعة محتوى لقناة وقت الفرح على يوتيوب 2015-2017
- عملت كمستشارة شؤون المرأة للمرصد الأرومتوسطي لحقوق الإنسان حتى 2015-2019
- عام 2013 عضو مؤسس ائتلاف جنسيتي حق لعائلتي.[11]
- ترشحت عام 2007 للانتخابات النيابية عن الدائرة الثالثة في عمان.
- عضو لجنة تطوير الاستراتيجية الإعلامية في المجلس العربي للطفولة هي من أوائل الناشطين على مواقع التواصل الإجتماعي تويتر وفيس بوك
- مدربة مع مؤسسة أيدناور الألمانية في أكاديمية الصحافيين الشباب 2017 - 2018 - 2019 [12]
- مدربة مع المؤسسة الدولية للإصلاح الجنائي / دورات خاصة للصحفيين الجزائريين عن حقوق الأطفال في الاعلام 2017 - 2018

## البرامج التي قدمتها
| البرنامج                 | العام     | عرض على                            |
| ------------------------ | --------- | ---------------------------------- |
| استديو الأطفال           | 1993-1995 | التلفزيون الأردني                  |
| ساعة شباب مع أيمن الزيود | 1997-1998 | التلفزيون الأردني                  |
| وقت الفرح                | 1995-2004 | التلفزيون الأردني، إيه آر تي تيينز |
| أسرع أشطر أفيع           | 2000-2002 | إيه آر تي تيينز                    |
| شباب21 مع إياد نصار      | 2001-2002 | التلفزيون الأردني                  |
| إلعب مع هيوغو            | 2003-2004 | إيه آر تي تيينز                    |
| وقت الفرح                | 2015-2017 | قناة وقت الفرح يوتيوب              |

## الجوائز والتكريمات
- مصر: الجائزة الذهبية في مهرجان القاهرة للإعلام العربي1997
- تونس: الجائزة الثانية لأفضل دراما للأطفال عن مسلسل الفانوس السحري في مهرجان تونس عام 1997
- الأردن: شهادة تقدير من وزارة الثقافة الأردنية عن مساهماتها في ثقافة الطفل / مهرجان الإبداع الطفولي 2016
- عُمان: درع تكريم من وزارة الإعلام العمانية عن الإسهام في ثقافة الطفل العربي 2017